# Menhir von Heyd

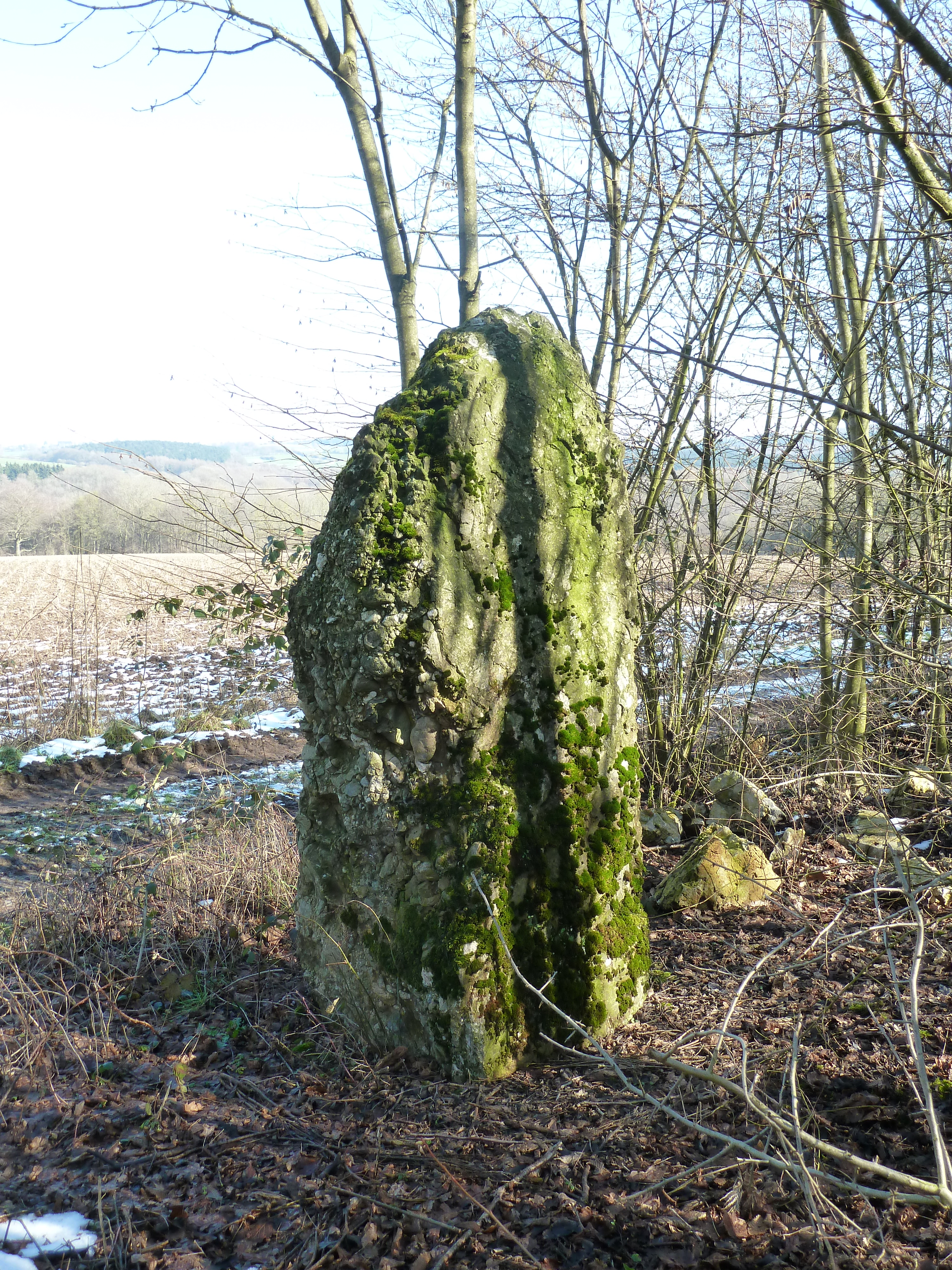
Menhir von Heyd

Der Menhir von Heyd (auch Le menhir å Djèyî à Heyd oder Pierre Lejeune) ist ein 1947 entdeckter Menhir aus Puddingstein, bei Heyd in der Gemeinde Durbuy, in der belgischen Provinz Luxemburg.
Der etwa mannshohe Menhir steht nördlich der Weiler Tour und Heyd etwa sechs Kilometer nördlich von Wéris an der Landstraße „Prealle“ an einem Waldrand in der Nähe der Granitbrüche „Carrière de Heyd“. Im Jahr 1995 wurde der Menhir wieder aufgerichtet. 1998 fand eine Ausgrabung an der Stelle statt. In der Grube des Menhirs wurde Knochenmaterial gefunden, das mittels Radiokarbon-Datierung zwischen 3300 und 2920 v. Chr. einzuordnen war. Die Funde gehören zur S-O-M-Kultur. In der Gegend um Wéris gibt es zwei Dolmen und eine Reihe von Menhiren.